# Bohuš Čížek
Bohuš Čížek (11. února 1913, Lešany – 19. září 1989, Praha) byl akademický malíř, kreslíř, grafik, ilustrátor a vysokoškolský učitel.

## Život
Narodil se v rodině sedláka Bohumila Čížka a Marie Čížkové, rozené Blahové, jako druhý syn. Na zdejším statku prožil své dětství, sbíral první vjemy, rozvíjel fantazii a čerpal inspiraci (mimo jiné i z ilustrací Adolfa Kašpara v oblíbené knize Babička).
V letech 1924–1933 navštěvoval Zemskou vyšší reálku v Prostějově. Zde již hodně kreslil i maloval, některé školní práce se dochovaly. Hodně se věnoval figuře, všedním věcem kolem sebe i krajině. Školu ukončil maturitou v roce 1933.
Po maturitě na reálce začal v roce 1934 studovat na Českém vysokém učení technickém v Praze, na Vysoké škole architektury a pozemního stavitelství profesuru kreslení a deskriptivní geometrie u profesora Oldřicha Blažíčka, Cyrila Boudy a Karla Pokorného. Jeho studia byla v roce 1939 přerušena uzavřením vysokých škol v důsledku protiněmeckých studentských demonstrací v tehdejším protektorátu. Studium dokončil po válce v roce 1945. V říjnu 1942 si obstaral podnájem na Žižkově náměstí 2. Později získal ateliér v Mánesově 32 po Aloisi Kalvodovi, kde pracoval po celý svůj další život. Bydlel na Břevnově.
Od 1. července 1945 byl zaměstnán jako vysokoškolský asistent při ústavu kreslení a malby na Vysoké škole architektury a pozemního stavitelství v Praze. Pracoval zde do 30. dubna 1949, kdy na vlastní žádost odešel. Od této doby se již naplno věnoval umění.
27. srpna 1949 se na Staroměstské radnici oženil se Zdeňkou Bednaříkovou z Prahy. V roce 1951 zemřela při porodu jejich dcera Marie. V roce 1952 se narodila dcera Zdena a 1955 pak dcera Hana. V roce 1972 byl poprvé stižen mrtvicí. Její následky překonal a i nadále se věnoval tvůrčí práci. V roce 1981, když byl s malířem Veselkou malovat na Šumavě, byl postižen mrtvicí podruhé. Byl odvezen do Vimperka, odtud do Prahy do nemocnice na Karlově náměstí a poté na doléčení do Bohnic. Podmínky a péče tam však byly natolik neúnosné, že si ho manželka vzala domů (dle slibu) umřít. Žil ještě osm let, převážně ležel nebo seděl. V prvních letech se pokoušel i kreslit nebo kolorovat své starší práce. Zemřel 19. září 1989 doma.

## Dílo

### Počátky
Počátky jeho tvorby jsou figurální. Nadání projevoval již na obecné škole. Lze předpokládat, že znatelný vliv na něj měly ilustrace Adolfa Kašpara, kde je patrná korelace s dílem Bohuše Čížka ve výrazovosti, jakož i v proporčnosti postav, jím realističtěji ztvárněných. Na škole v Prostějově ho pak vedl malíř Antonín Kameník, který byl na Akademii výtvarných umění v Praze žákem profesorů Vlaho Bukovace a Františka Ženíška.

### Období studií a války

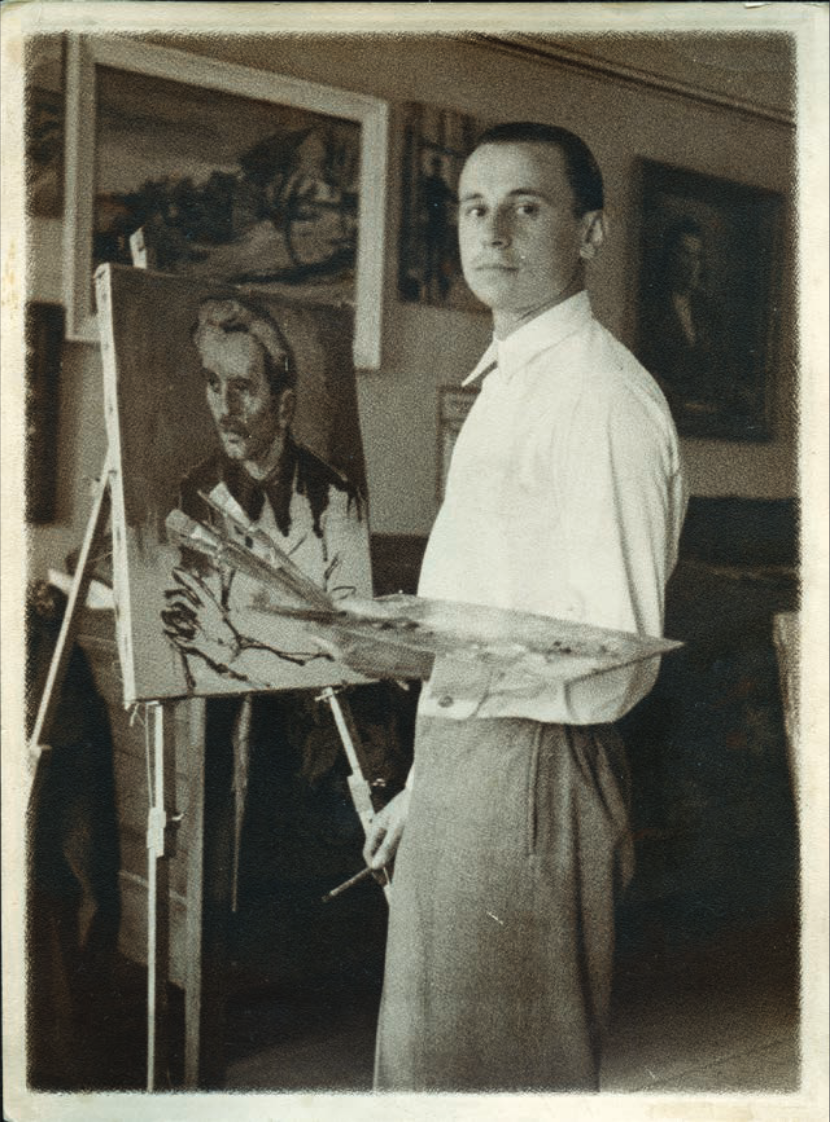
Akademický malíř Bohuš Čížek s rozpracovaným dílem v ateliéru, 1938

Změna prostředí se odrazila na jeho další tvorbě. Charakteristický ráz Hané vystřídalo působení živoucího, historického velkoměsta. Zároveň jeho studia otevřela dveře novým inspiracím a vjemům, se kterými mohl dále pracovat. Éra konce let třicátých pak jakoby dala některým tušit nadcházejímu zlu a válce, což se projevilo i v Čížkově tvorbě, a následně v letech čtyřicátých, reflektujíce jeho pocity, ať již jde o niterně dramatickou figurální malbu v tlumených tónech, vzácněji i akty, či o expresivní vyobrazení stromů a staveních, se sytě sálající či kontrastující barvou podtrhující deziluzi z nastalé reality. (Dům v lese, 1940; U Lešan, 1943; Rusava, 1943). Jeho díla z let válečných, kdy byly vysoké školy uzavřeny a z následného působení na univerzitě odkazují na mistry starého umění nebo inklinují ke kubismu, respektive kubistickému expresionismu. Svoji tvorbu prezentoval i v Topičově salonu.
Seznam vystavovaných děl z III. dílčí výstavy Spolku výtvarných umělců Aleš – Odbočka Praha, Brno, Pavilon KVU Aleš (během války byl zničen), Raduitovo náměstí, 23. 5.–20. 6. 1943:
- VI. pečeť sv. Jana, olejomalba

- Černá hodinka, olejomalba

- Kavárna, olejomalba

- Lidé v baru, olejomalba

- Nanebevstoupení, olejomalba

Výtvarný kritik – recenzent Moravských novin pak po zhlédnutí těchto děl uvádí následovné: „Obrazy B. Čížka prozrazují vliv Greca. Čížek usiluje o dosažení výtvarného účinu kontrastem světla a stínů a formovou zkratkou. Dosáhl slušných výsledků.“ (Třetí díl výstavy Alše, 31. 5. 1943, roč. 96, č. 131)
Spolupracuje s několika nakladatestvími. Ilustruje Slávy dceru Jána Kollára (Hranice, 1939), Zázračné ruce od Jana Weisse (Alois Hynek, Praha, 1943) a navrhuje, ale především ilustruje obálku k historickému románu z doby Ježíšovy Francesca Perriho – Neznámý učedník, v italském originále „Il discepolo ignoto“ (ELK, a. s., Praha, 1942), unikátním symbolickým výjevem.
Jelikož uvažoval o pedagogické dráze, zvolil na Vysokém učení technickém obory deskriptivní geometrie a kreslení. Aprobaci získal na Univerzitě Karlově. Znalosti o malířských technologiích si pak osvojil především u profesora Oldřicha Blažíčka, avšak s tradičním přístupem k realitě prezentovaným jeho dílem se nespokojil, a tak krátce po ukončení svých studií hledal nové cesty k prosazení soudobého, progresivního výtvarného výrazu.

### Poválečné období
V druhé polovině let čtyřicátých autor užívá ve svých pracích vícero jemnějších a zářivějších barev. Dochází k posunu z jeho kubisticko-expresionistického chápání reality do suprareality, jeho vlastním způsobem pojaté, která je lyričtější, se znatelnou geometrizací a prvky fauvismu. Autor zobrazuje střechy činžovních domů, pražské pasáže, interiéry a exteriéry s postavami lidí a s prosvětlenými výkladními skříněmi odrážející světlo. (Kavárna, 1946; Nábřeží, 1947; Jaro, 1948)
Onoho posunu do nadreality si lze pak všimnout i v jeho další ilustrované, tentokrát fantazijní knize Země červánků od Jana J. Holuba (Miroslav a Josef Stejskal Praha – Brno, 1946). Ilustruje i válečný román Suvorov v Alpách, v ruském originálu „Альпы" Anatolije V. Šiška (Mladá fronta, 1946).
Začátkem léta téhož roku, probíhá v Paříži na rue La Boétie výstava s názvem „L'ART TCHÉCOSLOVAQUE 1938 – 1946". Vystavuje zde i Bohuš Čížek. Jejími kurátory byli Josef Šíma a Paul Éluard. Pořádající si kladli za cíl představit to nejlepší, co vzniklo během vyznačených let. Vernisáže se zúčastnil Pablo Picasso, který při večeři na pozvání vyslance Adolfa Hoffmeistera, pokreslil sněhobílý ubrus, s tím záměrem přichystaný, který však pokojská nad ránem dala vyprat..., jeho múza Dora Maarová, spisovatel Louis Aragon, Tristan Tzara, Fernand Léger a další. Byla to tak jedinečná možnost k představení svého umění i v zahraničí, přestože několik prestižních výstav již ve vlasti proběhlo a probíhat ještě bude. V roce 2011 se pak v Praze uskutečnila rekonstrukce této výstavy s dobovými pamětihodnostmi.

### 50. léta a 1. polovina let 60.
S příchozím vlivem socialistického realismu umělec přechází do „neutrálnějšího“ pojetí maleb a kreseb, někdy s přírodními zemitými tóny, jindy však barvitě zachycující stavební techniku. Naplno se zde projevil jeho krajinářský um. (Podzimní panství, 1954; Pod Spiritkou, 1954; Ladronka, 1956)
V padesátých letech je vydána kniha s jeho ilustracemi a obálkou Sto ohňů a jiné povídky Ludvíka Aškenazyho (SNDK, Praha, 1953) a Tovaryši Donáta Šajnera (SNDK, Praha, 1953). Také vytvořil ilustrace pro Státní pedagogické nakladatelství do Živé abecedy, tabule pro jednotlivá písmena a historický obraz husitských bouří.
Přelom let padesátých a šedesátých pak částečně značí návrat k jeho pokrokové tvorbě. Zachycoval život ve městě i na venkově. (Pražská pasáž, 1961; Ulice se skútrem, 1963) Věnoval se i abstrakci.

### 2. polovina let 60. a pozdější tvorba
Podstatnout část jeho díla pak tvoří vesnické motivy, malebné domky, parky a zahrady, pro kterou čerpá inspiraci v krajinách Šumavy, Orlických hor a v okolí Prahy. Tímto směrem se umělec nejvíce ubírá v jeho dalších letech života, překonává zdravotní potíže, a do roku 1981 nadále tvoří. Modernistický přístup střídá prostější a zřetelnější způsob výjádření, od roku 1970 patrně vycházející z francouzské pozdní imprese, u některých maleb s mírným přesahem do tzv. „naivního" umění, i nesoucí znaky důmyslné kolážové techniky (Z Volyňska, 1979) – snad záměr autora oprostit se od starostí života, a tento idylický pocit předat svému divákovi.

## Výstavy
Poprvé vystavoval v roce 1936 s nesdruženými v pražském Mánesu. V roce 1937 měl první samostatnou výstavu s Václavem Kolaříkem v Prostějově.
- 1940: Výstava sdružení kulturních spolků pod záštitou města Prostějova (10. 3.–25. 3. 1940)
- 1940: Výstava obrazů v živnostenské škole u kostela sv. Petra, Prostějov (6.–20. 10. 1940)

- 1941: Členská výstava S. V. U. Mánes, výstavní síň, Praha (20. 3.–4. 5. 1941)
- 1941: Výstava spolku Aleš v Brně (9. 3.–30. 3. 1941)
- 1941: Výstava obrazů a kreseb Bohuše Čížka, Topičův salon, Praha (8. 12.–28. 12. 1941)[9]

- 1942: Výstava členů Skupiny olomouckých výtvarníků a S. V. U. Aleš, Brno, Kiosk (25. 7.–30. 8. 1942)
- 1942: Národ svým výtvarným umělcům v Praze (20. 1.–20. 2. 1942)

- 1943: Umělci národu, Výstava soudobého umění v Praze, pražské galerie (23. 1.–28. 2. 1943)
- 1943: „Od inspirace k dílu“, výstava členů SOV, Prombergův salon umění, Olomouc (11. 4.–9. 5. 1943)[10]
- 1943: III. dílčí výstava spolku VU Aleš odbočka Praha, Pavilon KVU Aleš, Brno (23. 5.–20. 6. 1943)
- 1943: Osmý zlínský salon, Studijní ústav ve Zlíně (30. 5.–31. 8. 1943)
- 1943: Členská výstava obrazů a soch S. V. U. Aleš odbočka Praha, Stará pošta, Rakovník (9. 5.–23. 5. 1943)
- 1943: 5. výstava: Bohuš Čížek – oleje, výstavní síň SOV, Praha 1, (15. 11.–5. 12. 1943)[11]
- 1943: Přehlídka 99ti, Topičův salon, Praha (25. 5.–14.6. 1943)[12]
- 1943: Výstava obrazů a soch členů a hostů S. V. U. Mánes, Doležalova síň, Pardubice (21. 11.–5. 12. 1943)
- 1943/1944: 10. členská výstava SOV, Olomouc (12. 12. 1943–3. 1. 1944)[13]

- 1944: 7. výstava – členská výstava skupiny olomouckých výtvarníků, výstavní síň SOV, Praha (22. 1.–20. 2. 1944)
- 1944: Výstava členů a hostů S. V. U. Mánes, Městský dům Prostějov (2. 4.–16. 4. 1944)
- 1946: L'ART TCHÉCOSLOVAQUE 1938 – 1946, L'Association France-Tchécoslovaquie, Galerie La Boëtie, Paris (14. 6.–14. 7. 1946)[14]
- 1946/1947: Jednota umělců výtvarných: Členská výstava, Pavilon Jednoty výtvarných umělců, Praha (23. 11. 1946–5 1. 1947)
- 1947: Jednota umělců výtvarných: Členská výstava 1947, Pavilon Jednoty výtvarných umělců, Praha (1. 10.–2.11.1947)

- 1948: Členové JUV (7. 1.–1. 2. 1948)
- 1948: 11. zlínský salon, Dům umění, Zlín (6. 6.–31. 8. 1948)
- 1948/1949: 50 let Jednoty umělců výtvarných (Díl II.), Pavilon Jednoty výtvarných umělců, Praha (5. 11. 1948–2. 1. 1949)

- 1949: Pavilon JUV, Praha (16. 3.–19. 4. 1949)
- 1949: Výtvarník mezi horníky, Slovanský ostrov, výstavní budova Umělecké besedy, Praha (9. 9.–3. 10. 1949)
- 1949: Výtvarníci JUV, Československý výstavní dům, Karlovy Vary, (červen až červenec 1949)
- 1949/1950: Výtvarní umělci k II. všeodborovému sjezdu, Dům výtvarného umění, Praha (3. 12. 1949–8. 1. 1950)

- 1951/1952: Výtvarná úroda 1951, Výstava SČVU, Mánes & Slovanský ostrov, Praha (1. 12. 1951–20. 1. 1952)
- 1956/1957: 3. pražský salon VU, Obecní dům, Praha (19. 11. 1956–5. 1. 1957)
- 1953: II. přehlídka československého výtvarného umění, Jízdárna Pražského hradu, Praha (květen–říjen 1953)[15]
- 1954: Ze současné tvorby, Výstava SČVU, Hradec Králové (24. 10.–24. 11. 1954)
- 1955/1956: DESET LET Československé lidově demokratické republiky ve výtvarném umění: Malířství, Městská knihovna Praha (prosinec–únor)
- 1956/1957: III. pražský salón, Obecní dům, Praha (19. 11. 1956–5. 1. 1957)[16]

- 1957: Malá krajina, galerie ČFVU v Praze (2. 8.–9. 9. 1957)

- 1958: Obrazy, sochy, grafika, výstava pražských výtvarníků SČSVU, Praha (1. 6.–30. 6. 1958)

- 1960: VII. pražský salon (listopad 1960)

- 1961: Bohuš Čížek – obrazy a kresby, Galerie Nová síň, Praha (14. 3.–9. 4. 1961)
- 1961: Výstava tvůrčí skupiny VU SČVU, Obecní dům, Praha (říjen–listopad 1961)

- 1962: Obrazy z cest i domova – Bohuš Čížek, Jaroslav Kotas, Kabinet umění Brno (29. 10.–17. 11. 1962)

- 1963: Bohuš Čížek – kresby, studie, linoryty, výstava k 50. narozeninám, Vlastivědné muzeum v Prostějově (8. 9.–6. 10. 1963)[17]
- 1963: Výstava tvůrčí skupiny VU, Galerie Nová síň, Praha (13. 9.–13. 10. 1963)

- 1967: Česká krajina, Galerie U Řečických, Praha (22. 2.–19. 3. 1967)
- 1967: 1. pražský salon, Bruselský pavilon, Praha (20. 7.–25. 8. 1967)
- 1967: Obrazy z jižních Čech, strakonická krajina, Muzeum středního Pootaví, Strakonický hrad (10. 9.–10. 10. 1967)
- 1967: Umělci k výročí Října, Bruselský pavilon, Praha (6. 11.–26. 11. 1967)

- 1968: Variace na jihočeský motiv, Muzeum středního Pootaví, Strakonický hrad (4. 8.–31. 8.1968)
- 1969: 2. pražský salón obrazů, soch a grafik, Dům U Hybernů, Praha (23. 9.–28. 10. 1969)

- 1970: Bohuš Čížek: Obrazy a grafika z let 1962–1970, Galerie bratří Čapků, Praha (3. 4.–10. 5. 1970). /Pokračují jihočeské motivy. Nové nadšení z grafiky – monotypy, nové možnosti tvorby a inspirace pro olejomalbu.

- 1971: Mizející krajina – obrazy z povodí Želivky, Galerie U Řečických, Praha (15. 4.–16. 5. 1971)

- 1972: Mizející krajina očima pražských výtvarníků, Galerie U Řečických, Praha (27. 4.–18. 6. 1972)

- 1974: Manželství, rodičovství a život našich dětí v obrazech, sochách, grafice a užitém umění, Galerie U Řečických, Praha (4. 7.–4. 8. 1974)
- 1975: Výtvarní umělci k 30. výročí osvobození Československa Sovětskou armádou, Praha, (květen–červenec 1975)

- 1977: Bohuš Čížek – obrazy, grafika, kresby, Galerie Československý spisovatel, Praha (11. 10.–13. 11. 1977)[18]
- 1979: Výtvarní umělci dětem, výstavní síně: Mánes, Galerie Nová síň, Galerie U Řečických, Praha (září–říjen 1979)

- 1980: Malíři jižních Čech, Muzeum středního Pootaví, Strakonice (květen 1980)
- 1984: Bojující umění (obrazy, plastiky), Muzeum Prostějovska, Prostějov (září 1984)
- 1985: Vyznání životu a míru: Přehlídka československého výtvarného umění k 40. výročí osvobození Československa Sovětskou armádou, Praha (květen–srpen) & Bratislava (září–říjen 1985)
- 1986: Bohuš Čížek – obrazy, výstavní sály zámku Prostějov (prosinec 1986)
- 1987: Obrazy a sochy: Výstava pražských členů Svazu českých výtvarných umělců, Mánes, Praha (5. 3.–12. 4. 1987)
- 1988: lidé-život-práce, Výtvarná díla ze sbírek Ústřední rady odborů, Výstava k 40. výročí Vítězného února, Mánes, Praha (18. 2.–3. 4. 1988)
- 1988: Salón pražských výtvarných umělců '88, Park kultury a oddechu Julia Fučíka, Praha (8. 7.–7. 8. 1988)

- 2000: Bohuš Čížek, Hana Dvořáčková (Čížková) – obrazy, kresby, zámek Prostějov (29. 6.–3. 9. 2000)
- 2008: Šumavské proměny: Krajina Šumavy v dílech malířů 19. a 20. století, Wortnerův dům, České Budějovice (10. 7.–7. 9. 2008)
- 2009: Socialistický realismus: Československo 1948–1989, Mánes, Praha (3. 12.–30. 12. 2009)
- 2012: Realismo socialista Cecoslovacchia 1948–1989, Villa Manin a Passariano di Codroipo, Udine (23. 3.–8. 7. 2012)
- 2014: PROMĚNY ČASU, Výstava z díla Bohuše Čížka k nedožitým 101. narozeninám, Muzeum a galerie v Prostějově (10. 4.–25. 5. 2014)[19]
- 2019: La forma dell'ideologia. Praga: 1948–1989, Palazzo del Governatore, Parma (25. 5.–28. 7. 2019)